# Cabo Freytag
Das Cabo Freytag ist ein Kap vor der Fallières-Küste des Grahamlands auf der Antarktischen Halbinsel. Es stellt den nördlichen Ausläufer von Ridge Island im Bourgeois-Fjord dar. 
Argentinische Wissenschaftler benannten es. Der weitere Benennungshintergrund ist nicht überliefert.